# جولاهای گاومیشی
جولاهای گاومیشی (نام علمی: Bubalornis) نام یک سرده از تیره مرغ جولا است.

## گونه‌ها
- جولای گاومیشی نوک‌قرمز (Bubalornis niger)
- جولای گاومیشی نوک‌سفید (Bubalornis albirostris)